# 马尔西内勒
马尔西内勒（法語：Marcinelle，法語發音：[maʁsinɛl]）是比利时沙勒罗瓦市的一个区。马尔西内勒原为一独立市镇，1977年，马尔西内勒与临近的13个市镇并入沙勒罗瓦，成为了沙勒罗瓦的一个区。